# Popławy (powiat chełmski)
Popławy – wieś w Polsce położona w województwie lubelskim, w powiecie chełmskim, w gminie Wojsławice.
W latach 1975–1998 miejscowość należała administracyjnie do województwa chełmskiego. Według Narodowego Spisu Powszechnego (III 2011 r.) liczyła 28 mieszkańców i była najmniejszą miejscowością gminy Wojsławice.
Wierni Kościoła rzymskokatolickiego należą do parafii św. Michała Archanioła w Wojsławicach.

## Historia
Według Słownika geograficznego Królestwa Polskiego z roku 1887 – Popławy wieś w powiecie chełmskim, gminie i parafii Wojsławice. W 1827 r. były tu 4 domy zamieszkałe przez 15 mieszkańców. Wieś stanowiła  attynencję Wojsławic.